# Foppolo
Foppolo är en ort och kommun i provinsen Bergamo i regionen Lombardiet i Italien. Kommunen hade 185 invånare (2018).